# Sortilège (film, 2011)
Pour les articles homonymes, voir Sortilège.
Pour plus de détails, voir Fiche technique et Distribution.
Sortilège (Beastly) est un film fantastique américain réalisé par Daniel Barnz sorti le 4 mars 2011 aux États-Unis et le 6 juillet 2011 en France. Avec New York pour décor principal, il propose une relecture contemporaine et ténébreuse du conte La Belle et la Bête. Ce film est tiré du roman éponyme d'Alex Flinn.
Le film a été tourné en grande partie à Montréal, au Québec entre juin 2009 et juillet 2009. 
Vanessa Hudgens et Alex Pettyfer ont tous les deux reçu le prix des stars de demain aux Showest Awards 2010.

## Synopsis
Superficiel et trop gâté, Kyle, 17 ans, est le garçon le plus populaire de son lycée. Obsédé par son image et sa notoriété, il va s’en prendre à la victime de trop… Pour s’amuser, Kyle cherche à humilier Kendra, une belle fille gothique de sa classe qui, selon la rumeur, est une sorcière. La jeune fille décide de lui donner une bonne leçon et lui jette un sort qui le transforme en un monstre aussi hideux à l’extérieur qu’il l’est à l’intérieur. 
Victime du sortilège, Kyle a un an pour trouver quelqu’un qui puisse l’aimer sincèrement malgré son apparence, sinon il restera un monstre à jamais. Son seul espoir repose sur une fille discrète qu’il n’avait jamais remarquée jusqu’à présent, Lindy, dont il va réellement tomber amoureux.

## Fiche technique
Source : Information sur le film
- Titre français : Sortilège
- Titre original : Beastly
- Réalisation : Daniel Barnz
- Scénario : Daniel Barnz d'après l'œuvre d'Alex Flinn
- Décors : Rusty Smith
- Costumes : Suttirat Anne Larlarb
- Directrice de la photographie : Mandy Walker
- Montage : Thomas J. Nordberg
- Musique : Marcelo Zarvos (en)
- Casting : Sarah Finn et Randi Wells
- Direction artistique : Isabelle Guay et Jean-Pierre Paquet
- Production : Susan Cartsonis
  - Production exécutive : Michael Flynn et Roz Weisberg
- Sociétés de production : CBS Films, Storefront Films
- Sociétés de distribution (au cinéma) : CBS Films (États-Unis), Alliance Films (Canada), Metropolitan Filmexport (France)
- Budget : 17 000 000 $
- Format d'image : Couleur - 35 mm - 2,35 : 1 - Son Dolby Digital - DTS
- Pays d'origine : États-Unis
- Langue originale : anglais
- Genre : Fantastique, drame
- Durée : 83 minutes
- Dates de sortie :
  -  États-Unis,  Canada : 4 mars 2011
  -  Belgique : 15 juin 2011
  -  France : 6 juillet 2011

## Distribution
- Vanessa Hudgens (VF : Adeline Chetail ; VQ : Kim Jalabert) : Lindy Taylor
- Alex Pettyfer (VF : Jean-Christophe Dollé ; VQ : Philippe Martin (acteur)) : Kyle Kingson
- Mary-Kate Olsen (VF : Dorothée Pousséo ; VQ : Émilie Bibeau) : Kendra
- Neil Patrick Harris (VF : Sébastien Desjours ; VQ : Joël Legendre) : Will
- Peter Krause (VF : Guillaume Lebon ; VQ : Gilbert Lachance) : Rob Kingson
- Lisa Gay Hamilton (VF : Annie Milon) : Zola
- Dakota Johnson (VF : Olivia Luccioni) : Sloan
- Erik Knudsen (VF : Thierry d'Armor) : Trey
- Roc LaFortune (VF : Jean-François Aupied) : Le père de Lindy

## Production

### Développement
La production du film commença en décembre 2007, quand CBS Films acquit les droits du roman éponyme d’Alex Flinn sorti la même année. En février 2009, CBS Films annonce que c’est Daniel Barnz qui écrira le scénario et réalisera le film. La présidente de CBS Film, Amy Baer, exprima son enthousiasme à ce sujet : « Daniel a un point de vue neuf sur les choses, et cela fait de lui l’un des plus excitants réalisateurs de sa génération. C'est génial de travailler avec lui, il apporte sa touche unique à l’un des contes les plus universels qui soient. »
Barnz a immédiatement été charmé par le roman, qu'il décrit comme « une version hypermoderne de l’histoire racontée de son point de vue [celui de la Bête], ce qu’on n'avait jamais vu auparavant. Et puis il y a cette thématique, qui tourne entièrement autour de la beauté, de l’apparence et de l’âme ; c’est une si belle histoire au cœur du monde adolescent et pour les adolescents, car elle porte un superbe message. » Cependant, Barnz comptait dès le départ apporter une sensibilité alternative à son film : « C’est une idée très commerciale que je vais raconter d’une façon hautement artistique », dit-il.
Pendant l’écriture du script, Barnz était inspiré par le film Un monde pour nous (Say Anything), de Cameron Crowe. Il a gardé en tête des souvenirs d’adolescence tout en restant fidèle au roman de base. Il s’est "immédiatement passionné pour le projet, car il y a vu une chance extraordinaire de raconter une version moderne de ce conte de fées, et il adora cette idée", en se focalisant davantage sur l’histoire d’amour que sur le surnaturel.

### Design
L’apparence de « la bête » est assez différente de celle décrite dans le livre : elle ne possède ni fourrure ni crocs. Alex Pettyfer s’est déclaré enchanté par cette innovation : « J’étais très content de savoir que je n’allais pas être recouvert de poils. La question est : serez-vous content que je ne sois pas recouvert de poils ? Eh bien, je pense que oui, le public sera content. Ce maquillage de bête est phénoménal. Je suis un fan de toutes ces choses [les effets spéciaux et les maquillages], et je n’ai jamais rien vu qui puisse être comparé à ça. »
Tony Gardner et l’entreprise Alterian, Inc. sont à l’origine de ce maquillage original, composé de 67 éléments. Pettyfer avait 7 prothèses sur sa tête ainsi que 60 tatouages ou cicatrices disposés partout sur son corps. Rien que pour maquiller son visage, les artistes avaient besoin de trois heures de travail ; il en fallait six pour maquiller la totalité de son corps. À propos de sa « transformation », Pettyfer raconte : « Cela m’a vraiment affecté. Dès que je me suis rasé le crâne, je me suis retrouvé dans cet étrange état d’esprit qui est le sien [celui de Kyle après sa transformation], et cela m’a vraiment beaucoup aidé pour le rôle ». Vanessa Hudgens décrivit l’aspect de la bête comment étant « dingue », et déclara qu’il l’avait ému « d’une façon très étrange et unique ».

### Tournage
Sortilège est l’un des premiers films produits et distribués par CBS Films : il a été doté d’un budget de 17 millions de dollarsUS pour le tournage et le marketing. Le film a été tourné en 45 jours, entre juin et juillet 2009, majoritairement dans la région de Montréal au Québec.

### Musique
La bande annonce de ce film a pour chanson Broken Arrow de la chanteuse anglaise Pixie Lott. La musique du film a été composée par Marcelo Zarvos (en). Des chansons du groupe indie suédois Marching Band, ainsi qu’un single de Natalia Kills (Wonderland) font également partie de la bande originale.
La chanson Vanity, de Lady Gaga, est aussi présente au début du film.

## Box-office
En France, le box-office enregistre 161 328 entrées.

## Accueil critique
Dès sa sortie, les critiques de presses sont très négatives mais les spectateurs surmontent la moyenne.
Sur le site Allociné, la presse lui donne une moyenne de 1,4/5 pour 7 critiques et les spectateurs une moyenne de 3/5 pour une moyenne de 2 235 notes dont 348 critiques.